# Bagnoregio
Bagnoregio est une commune italienne d'environ 3 550 habitants, située dans la province de Viterbe, dans la région du Latium, en Italie centrale.

## Géographie

### Hameaux
Les frazioni de Bagnoregio sont : Civita di Bagnoregio, Castel Cellesi et Vetriolo.

### Communes limitrophes
Les communes attenantes à Bagnoregio sont Bolsena, Castiglione in Teverina, Celleno, Civitella d'Agliano, Lubriano, Montefiascone, Orvieto et Viterbe.

## Histoire
Bagnoregio est anciennement connu sous le nom de Bagnorea. Le toponyme dérive probablement de Balneum Regis, en référence à la présence d'eaux thermales aux propriétés thérapeutiques reconnues. Ce nom est utilisé au moins depuis l'époque lombarde. Selon une légende, en effet, Didier de Lombardie (✝ 774) aurait été guéri d'une grave maladie grâce aux eaux thermales qui sourdaient près de Bagnoregio.
Quelques artefacts de l'époque préhistorique s'ajoutent aux nombreuses traces du passage de la civilisation étrusque (particulièrement la falaise du vieux Saint François) dans la zone de Civita di Bagnoregio. Bagnoregio se trouvait en effet dans le territoire de Velzna (Orvieto). Conquise par les Romains en 265 av. J.-C., peu avant la destruction de Velzna en 264 av. J.-C., la ville vit sa population croître en raison de l'exode des Étrusques vers un nouveau centre urbain, Bolsena, situé non loin de Bagnoregio. La proximité de la ville avec le Tibre et la Via Flaminia en fit un important hameau pour le commerce.
À la suite de la chute de l'Empire Romain, Bagnoregio fut dominée par les Wisigoths, les Ostrogoths, les Byzantins, les Lombards et les Francs (Charlemagne) : ces derniers la remirent entre les mains des États papaux. L'Église soumit la population bagnorese à la seigneurie des contes Monaldeschi della Cervara, qui se révélèrent cruels et qui poussèrent la population à la révolte. Cette rébellion populaire aboutit par un changement de statut pour Bagnoregio, qui devint une commune libre vers 1160.
Bagnoregio connut la prédication franciscaine au XIIIe siècle et donna aux Franciscains celui qui sera par la suite reconnu comme leur second fondateur et un des plus grands théologiens médiévaux: saint Bonaventure.
Les Monaldeschi tentent de reconquérir Bagnoregio avec la construction, débutée en 1318, du Château de la Cervara, détruit en 1457 par la population, encore une fois en révolte. Après un échec similaire des contes Baglioni du Castel di Piero, Bagnoregio choisit un gouverneur pontifical même si elle devait pour cela renoncer à quelques-unes de ses libertés civilies. La ville resta ainsi directement dépendante des États pontificaux, qui eux trouvent leur compte dans ce partenariat grâce aux nombreuses constructions religieuses rappelant la vie de Saint Bonaventure. En 1870, enfin, Bagnoregio entre dans l'Italie unie.
Bagnoregio a été témoin de plusieurs épisodes reliés à la Campagne de l'Agro Romano pour la libération de Rome du pouvoir temporel de Pie IX en 1867. Un groupe de partisans de Garibaldi, menés par Giacomo Galliano et Girolamo Corsieri de Castiglione in Teverina, réussit à avancer jusqu'à Ronciglione, à l'intérieur du territoire des États pontificaux. De là, après une escarmouche avec les forces papales, les Chemises rouges se retirèrent pour se joindre à l'autre groupe de volontaires à Bagnoregio; pendant ce temps, d'autres troupes de Garibaldi occupaient Acquapendente, Farnese et Ischia. Dans la haute province de Viterbe, à San Lorenzo et Valentano, plusieurs batailles s'étaient menées au cours des jours précédents. Elles culminèrent avec celle de Bagnoregio du 5 octobre 1867. La bataille se conclut par la victoire des troupes papales et les Chemises rouges se virent contraints d'abandonner Bagnoregio.
En 1922, un décret royal change le nom vernaculaire Bagnorea pour le plus ancien Bagnoregio. En 1695, un tremblement de terre touche Civita, qui jusqu'alors était la Bagnoregio à proprement parler, et la sépare des deux autres hameaux de la ville, Mercato et Rota: cette dernière connaîtra depuis lors une forte croissance, puisque les habitants de Civita y déménagent progressivement, et deviendra l'actuelle Bagnoregio.
Bagnoregio est le siège d'un diocèse du VIIe siècle jusqu'à 1971, siège devenu titulaire en 1991.

## Administration
| Période       | Période      | Identité           | Étiquette   | Qualité |
| ------------- | ------------ | ------------------ | ----------- | ------- |
| 23 Avril 1995 | 13 Juin 1999 | Luciana Vergaro    | FI          |         |
| 13 juin 1999  | 7 juin 2009  | Erino Pompei       | PPI puis LC |         |
| 8 juin 2009   | 26 mai 2019  | Francesco Bigiotti | LC          |         |
| 27 mai 2019   | En cours     | Luca Profili       | LC          |         |

## Monuments et patrimoine
La cathédrale San Nicola de Bagnoregio est le principal monument touristique de la commune, accompagnée de trois plus petites églises : Chiesa di San Bonaventura, Chiesa di Sant'Agostino et Chiesa di San Donato.